# L’Albiol
L'Albiol – gmina w Hiszpanii, w prowincji Tarragona, w Katalonii, o powierzchni 20,38 km². W 2011 roku gmina liczyła 459 mieszkańców.